# 眼鏡橋 (諫早市)
32°50′43.5″N 130°2′56.7″E / 32.845417°N 130.049083°E

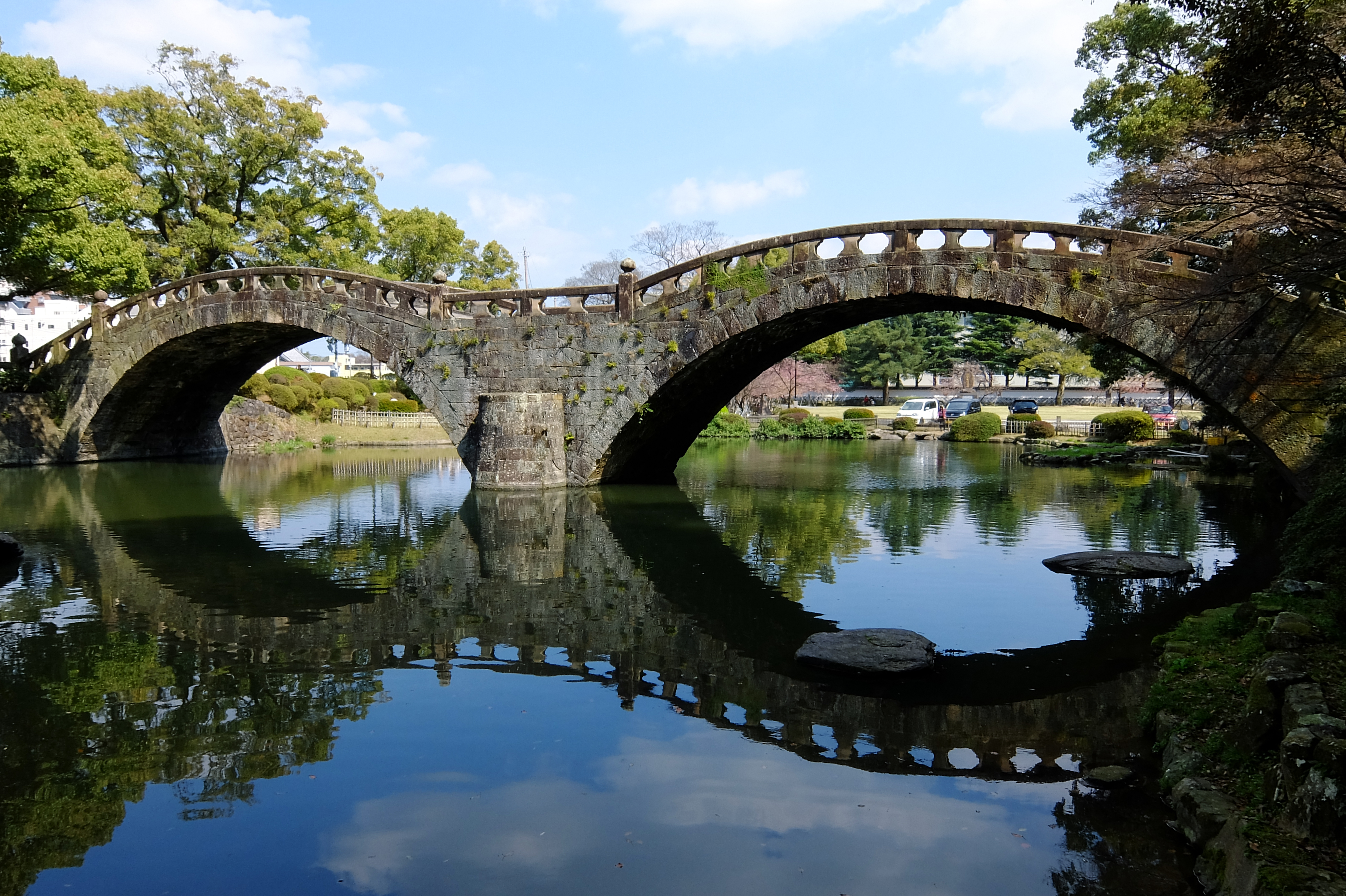
位於諫早市的眼鏡橋

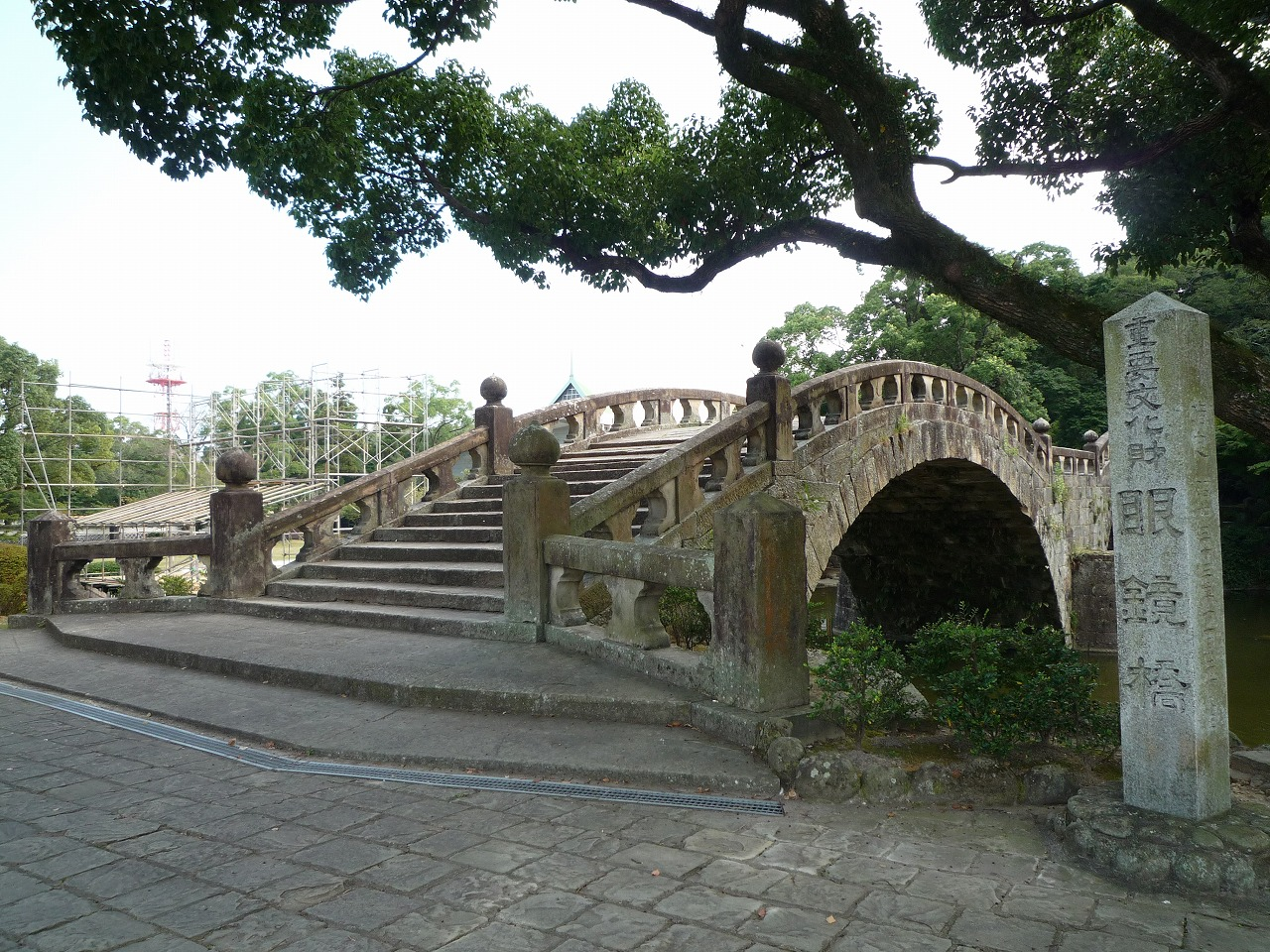
諫早眼鏡橋近景

眼鏡橋是位於日本長崎縣諫早市高城町諫早公園內池塘上的一座石造雙拱橋，全長49.25公尺，高7公尺，橋面寬5.5公尺，架橋共使用了約2,800塊岩石；是日本第一座被指定為重要文化財的石橋。
這座眼睛橋建於1839年，最初位於距現在地約500公尺遠的本明川上，當時是參考位於現今長崎市的眼鏡橋所設計；當年的地方上稱為「永遠不會被大水沖毀的堅固橋樑」（水害でも流されない頑丈な橋）。日本小說家野呂邦暢在其著作「諫早菖蒲日記」當中，亦曾提到眼鏡橋是集合當地人的心願所完成的橋樑。
1957年發生的諫早豪雨所產生的洪災，對這座眼鏡橋的欄杆造成了損害，但也由於被認為橋梁影響了河水也是造成洪災影響擴大的原因，地方上地方上開始有拆除眼鏡橋的意見；但是當時擔任市長的野村儀平主張這座眼鏡橋是重要的文化財產，不宜貿然拆毀。而這座眼鏡橋也在1958年成為日本第一個被列入重要文化財的石橋，並決定遷離現址重建，因此在1959年至1961年期間將其遷移至現在的諫早公園內。